# Live! in Montreux
Live! in Montreux è un album live del 1990 della Blues Brothers Band.  L'esibizione registrata è quella al casinò di Montreux del 12 luglio 1989.
Si tratta della prima pubblicazione ufficiale della band dopo la morte di "Joliet" Jake e la momentanea dipartita di Elwood Blues; i cantanti sono infatti Larry Thurston e Eddie "Knock on Wood" Floyd.

## Tracce
1. Hold On, I'm Comin' – 3:06
2. In the Midnight Hour – 2:51
3. She Caught The Katy – 3:50
4. The Thrill Is Gone – 6:26
5. Can't Turn You Loose – 3:20
6. Sweet Home Chicago – 6:55
7. Knock on Wood – 3:32
8. Raise Your Hand – 2:35
9. Peter Gunn Theme – 4:57
10. Soul Finger – 3:25
11. Hey Bartender – 5:17
12. Soul Man – 3:36
13. Everybody Needs Somebody to Love – 3:47
14. Green Onions – 4:17

## Formazione
- Eddie "Knock on Wood" Floyd – voce
- Larry Thurston – voce, armonica a bocca
- Matt "Guitar" Murphy – chitarra
- Steve "The Colonel" Cropper – chitarra
- Donald "Duck" Dunn – basso
- Anton Fig – batteria
- Lou "Blue Lou" Marini – sassofono
- Tom "Bones" Malone – sassofono, trombone, tromba, cori
- Alan "Mr. Fabulous" Rubin – tromba, cori
- Leon Pendarvis – tastiere, cori